# サステナビリティ基準委員会
サステナビリティ基準委員会（サスティナビリティきじゅんいいんかい；英名 Sustainability Standards Board of Japan, SSBJ）は、日本の財務会計基準機構の内部組織。国際的なサステナビリティ開示基準の開発への意見発信や国内基準の開発を行うため、2022年7月1日に設立された。
SSBJは、国際的なサステナビリティ開示基準の開発を目的とする「国際サステナビリティ基準審議会(International Sustainability Standards Board; ISSB)」のJurisdictional Working Group(JWG)のメンバーとして、サステナビリティ基準アドバイザリー・フォーラム(SSAF)の初期メンバーの1つに選任されている。

## 設立の経緯
2021年11月、IFRS財団が国際的なサステナビリティ開示基準の開発を目的とするISSBの設置を公表、日本国内においてもISSBへの意見発信やサステナビリティ開示の国内基準の開発を行う体制を確立すべく、2021年12月17日開催の財務会計基準機構理事会にてSSBJの設立とSSBJ設立準備委員会の設置が決議された。
また、この決議に基づき、SSBJが設立されるまでの間、国際的なサステナビリティ開示基準の開発への貢献等を目的としてSSBJ設立準備委員会が2022年1月1日付で設置された。準備委員会は同年7月1日のSSBJ発足に伴い7月28日付で廃止された。

## 公表内容
2023年3月1日に開催された、SSBJとISSBの二者間会合の結果を受け、日本のサステナビリティ開示基準の開発は、2023年度中(遅くとも2024年3月31日まで)に公開草案を公表し、2024年度中(遅くとも2025年3月31日まで)に確定基準を公表するとの計画概要が公表された。
なお、日本のサステナビリティ開示基準の法的枠組みは、金融庁が決定し、SSBJはその枠組みが設定された後に、その枠組みに沿って国内基準の開発を担うこととなっている。

## 委員一覧
（2022年9月1日現在）
委員はSSBJのホームページで公開されている。
| 役職   | 氏名              | 備考 |
| ------ | ----------------- | --- |
| 委員長 | 川西 安喜（常勤） | 企業会計基準委員会 委員長（常勤） |
| 委員   | 中條 恵美（常勤） | 企業会計基準委員会 委員（常勤） |
| 委員   | 井口 譲二         | ニッセイアセットマネジメント(株) チーフ・コーポレート・ガバナンス・オフィサー 執行役員 統括部長                                                                      |
| 委員   | 沖 宏治           | MS&ADインシュアランスグループホールディングス(株) 総合企画部 部長 兼 サステナビリティ推進室長 三井住友海上火災保険(株) 経営企画部 部長 兼 サステナビリティ推進チーム |
| 委員   | 勝部 安彦         | 東京電力ホールディングス(株) 経営企画ユニット ESG推進室長 |
| 委員   | 川那部 留理子     | (株)大和証券グループ本社 経営企画部 SDGs 推進室 室長 |
| 委員   | 菊池 勝也         | 東京海上アセットマネジメント(株) 理事 責任投資部長 兼 オルタナティブ責任投資部長                                                                                     |
| 委員   | 阪 智香           | 関西学院大学サステナビリティ研究センター長 |
| 委員   | 高村 ゆかり       | 東京大学教授（未来ビジョン研究センター） |
| 委員   | 藤本 貴子         | 日本公認会計士協会 副会長 |
| 委員   | 三宅 康秀         | 日本製鉄(株) 財務部部長 |
| 委員   | 宮坂 充           | (株)三菱UFJ銀行 経営企画部 サステナビリティ企画室 室長 |
| 委員   | 森 洋一           | 日本公認会計士協会 テクニカルディレクター |